# Beksad Nurdäuletow
Beksad Schalghasbajuly Nurdäuletow (kasachisch Бекзад Жалғасбайұлы Нұрдәулетов; russisch Бекзат Жалгасбаевич Нурдаулетов / Beksad Schalgasbajewitsch Nurdauletow; englisch Bekzad Nurdauletov; * 10. April 1998 in Schangaösen, Kasachstan) ist ein kasachischer Boxer im Halbschwergewicht.

## Erfolge
Beksad Nurdäuletow gewann 2016 eine Bronzemedaille im Halbschwergewicht bei den Jugend-Weltmeisterschaften in Sankt Petersburg.
2019 gewann er im Halbschwergewicht mit sechs Siegen in Folge, darunter gegen den Olympiasieger Julio César La Cruz, die Weltmeisterschaften in Jekaterinburg.
Im März 2020 gewann er die asiatische Olympiaqualifikation und startete daraufhin bei den 2021 in Tokio ausgetragenen Olympischen Spielen. Dort unterlag er in der Vorrunde gegen Imam Chatajew.